# Dehousing Paper

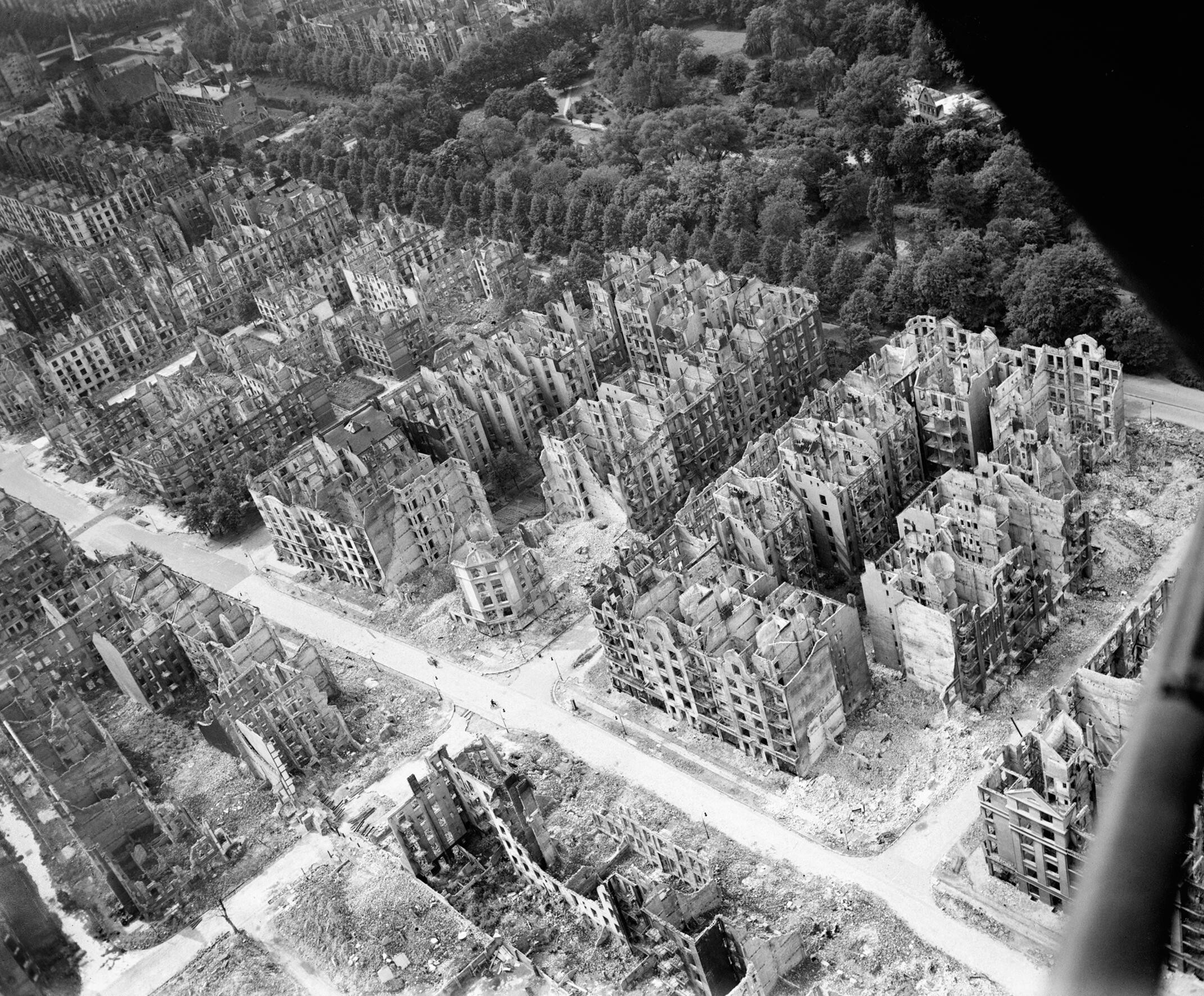
Zerstörte Gebäude nach der Bombardierung Hamburgs durch die Alliierten im Zweiten Weltkrieg.

Beim sogenannten Dehousing Paper (übersetzt: Enthausungspapier; auch bekannt als dehousing memorandum) handelt es sich um eine politische Beschlussvorlage bezüglich der strategischen Ziele des britischen Luftkrieges gegen das Deutsche Reich im Zweiten Weltkrieg (strategic bombing campaign).

## Entstehung
Das dehousing paper wurde am 30. März 1942 durch den wissenschaftlichen Berater der britischen Regierung, Frederick Lindemann, 1. Baron Cherwell dem britischen Premierminister Winston Churchill übersandt. Später wurde diese Vorlage durch das britische Kabinett beschlossen. In diesem Kontext erhielt sie ihren späteren Namen.
Die Beschlussvorlage kam während einer Debatte um die zukünftige britische Kriegsstrategie gegenüber dem Deutschen Reich zur Diskussion. Die Debatte drehte sich insbesondere um die Verteilung von finanziellen Mitteln zwischen den Teilstreitkräften Royal Air Force (RAF), British Army und Royal Navy. In der Beschlussvorlage wird argumentiert, dass eine Flächenzerstörung von Wohnbauten den größten Effekt auf den Widerstandswillen der gegnerischen Zivilbevölkerung habe (morale bombing). Diese Argumentation steht in der Tradition der britischen Trenchard-Doktrin von 1928 und führte als Beleg für die Richtigkeit dieser These Untersuchungen über die Auswirkungen deutscher Luftangriffe auf den Widerstandswillen der britischen Zivilbevölkerung während des Ersten Weltkriegs an (sog. Gotha-Raids bzw. Zeppelin-bombing). Das dehousing paper sah die Zerstörung von 30 % aller Wohnbauten in 58 Städten in Deutschland vor. Die Beschränkung auf 58 Städte bestand, da weite Teile Deutschlands zum damaligen Zeitpunkt außerhalb der Reichweite der britischen Luftstreitkräfte lagen. Nach einer lebhaften Debatte beschloss das britische Kabinett den Vorschlag und legte somit diese Kriegsstrategie gegenüber anderen strategischen Optionen fest.